# Whig-partiet
|  | for det historiske amerikanske parti, se Whigpartiet (USA). |
Whig-partiet var et tidligt britisk politisk parti fra ca. 1680. Whig-partiet forsvarede parlamentets rettigheder og religiøs tolerance. Dets hovedmodstander var Tory-partiet, og den britiske premierminister kom som regel fra de to partier.
I det 19. århundrede gik Whig-partiet i opløsning, og det liberale parti opstod.